# Cañada de Piedras
Cañada de Piedras är en ort i Mexiko.   Den ligger i kommunen Chignahuapan och delstaten Puebla, i den sydöstra delen av landet, 120 km nordost om huvudstaden Mexico City. Cañada de Piedras ligger 2 609 meter över havet och antalet invånare är 120.
Terrängen runt Cañada de Piedras är huvudsakligen kuperad, men åt nordost är den platt. Terrängen runt Cañada de Piedras sluttar österut. Runt Cañada de Piedras är det ganska tätbefolkat, med 54 invånare per kvadratkilometer. Närmaste större samhälle är Zacatlán, 14,3 km öster om Cañada de Piedras. Omgivningarna runt Cañada de Piedras är en mosaik av jordbruksmark och naturlig växtlighet.